# 米爾哈什姆·何塞尼

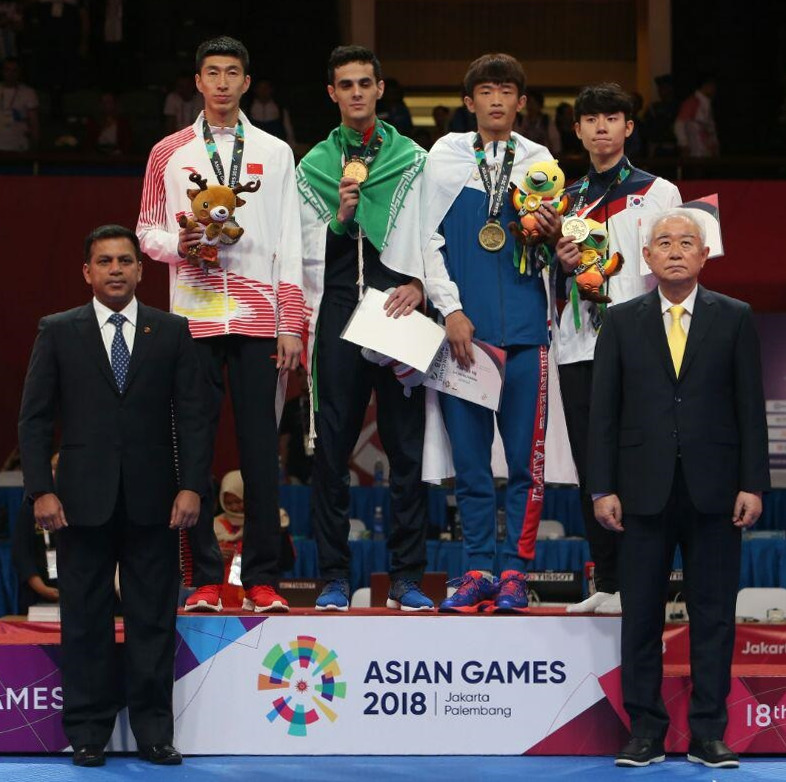
2018年亞洲運動會跆拳道63公斤級頒獎，Mirhashem Hosseini（第1名）、趙帥（第2名）、何嘉欣（第3名）、趙江敏（第3名）

米爾哈什姆·何塞尼（波斯語：‎，1998年10月28日—）是伊朗跆拳道運動員。他曾經獲得2017年世界跆拳道錦標賽男子63公斤級銀牌，及2018年亞洲運動會男子62公斤級金牌。

## 外部連結
- TaekwondoData.com （页面存档备份，存于）